# ويليام أوتس
ويليام أوتس (7 يوليو 1862 - 20 فبراير 1942) (بالإنجليزية: William Oates)‏ هو لاعب كريكت بريطاني (وحمل سابقاً جنسية المملكة المتحدة لبريطانيا العظمى وأيرلندا).